# TuS Altrip
Der TuS Altrip (offiziell: Turn- und Sportverein 1906 e. V. Altrip) ist ein Sportverein aus Altrip im Rhein-Pfalz-Kreis. Die erste Fußballmannschaft spielte neun Jahre in der höchsten südwestdeutschen Amateurliga. Die A-Jugend wurde im Jahr 1970 deutscher Vizemeister.

## Geschichte
Der Verein wurde am 13. August 1906 als Turnverein Altrip gegründet. Wenige Tage später schloss sich der im Jahre 1901 gegründete Verein Bavaria Altrip dem Turnverein an. Im Jahre 1911 erhielt der Verein eine Fußballabteilung, bevor der Turnverein im Jahre 1920 seinen heutigen Namen erhielt. Sieben Jahre später kam es zur Spaltung in den Turnverein Altrip und dem Sportverein Altrip, ehe beide Clubs im Jahre 1933 wieder zum TuS Altrip zusammengeführt wurden. Mit dem Ende des Zweiten Weltkrieges wurde der Verein aufgelöst und 1946 als Sportvereinigung Altrip neu gegründet, der im Jahre 1950 seinen heutigen Namen wieder annehmen durfte.
Die Fußballer stiegen im Jahre 1957 in die 2. Amateurliga Vorderpfalz auf. Nach Vizemeisterschaften in den Jahren 1959 und 1960 gelang im Jahre 1961 der Aufstieg in die Amateurliga Südwest, wo sich die Mannschaft drei Jahre lang halten konnte. Es folgte der direkte Wiederaufstieg, ehe der TuS nach zwei Abstiegen in Folge in der Kreisliga landeten. Zwischenzeitlich hatte der Verein mit der finanziellen Unterstützung des Bauunternehmers Wolfgang Keller eine spielstarke A-Jugend aufgebaut, die sich im Jahre 1970 für die deutsche Meisterschaft qualifizierte. Über die Stationen Concordia Hamburg und VfL Bochum erreichten die Altriper das Endspiel, das trotz 2:0-Führung gegen Hertha Zehlendorf noch mit 2:3 verloren wurde.
→ Spieldaten der A-Jugend-Meisterschaftsendspiels 1970
Als die Jugendlichen in die erste Mannschaft aufrückten gelang dem TuS Altrip zwei Aufstiege in Folge, die die erste Mannschaft 1971 wieder in die Amateurliga Südwest brachte. Als sich Mäzen Keller zurückzog, musste der TuS im Jahre 1974 wieder aus der Amateurliga absteigen und wurde in der folgenden Saison in die A-Klasse durchgereicht. Erst 1982 gelang der Wiederaufstieg in die mittlerweils Bezirksliga Vorderpfalz genannte zweithöchste Spielklasse im Südwesten. Nach einer Vizemeisterschaft hinter Phönix Bellheim im Jahre 1985 gelang ein Jahr später der Aufstieg in die Verbandsliga Südwest. Zwei Jahre später stieg der TuS wieder ab und verpasste in der folgenden Saison 1988/89 die Qualifikation für die neu geschaffene Landesliga.
Zwei Jahre später gelang schließlich der Aufstieg in die Landesliga, dem im Jahre 1996 der erneute Abstieg in die Bezirksliga folgte. Ein Jahr später wurde der Verein in die Kreisliga durchgereicht. Im Jahre 2001 gelang der Wiederaufstieg in die Bezirksliga, dem der Durchmarsch in die Landesliga folgte. In drei Entscheidungsspielen setzten sich die Altriper gegen den SVW Mainz durch. Bis 2011 gehörte der Verein der Landesliga an, ehe er zweimal in Folge abstieg und im Jahre 2014 aus der A-Klasse Rhein-Mittelhaardt abstieg.

## Persönlichkeiten
- Gerhard Heid
- Hermann Jöckel
- Manfred Kaltz
- Helmut Schneider